# Arlindo Cruz
Arlindo Domingos da Cruz Filho (Río de Janeiro, 14 de septiembre de 1958-8 de agosto de 2025) fue un músico brasileño y compositor de samba y pagode. Arlindo Cruz participó de la banda Fundo de Quintal y es considerado por muchos como la figura más importante del pagode actualmente. También es conocido por ser el compositor de la canción oficial de la mascota de la Copa Mundial de la FIFA Brasil 2014 "Tatu Bom de Bola".

## Discografía
- 1981 - Samba é no Fundo de Quintal Vol.2
- 1983 - Nos pagodes da vida
- 1984 - Seja sambista também
- 1985 - Divina Luz
- 1986 - O mapa da mina
- 1988 - O Show tem que continuar
- 1989 - Ciranda do Povo
- 1990 - Ao Vivo
- 1991 - É aí que quebra a rocha
- 2007 - Pagode do Arlindo Ao vivo
- 2008 - Sambista Perfeito
- 2009 - MTV ao Vivo Arlindo Cruz
- 2011 - Batuques e Romances
- 2012 - Batuques do Meu Lugar
- 2014 - Herança Popular
- 2015 - Na Veia
- 2017 - 2 Arlindos